# Schloss Neuaigen

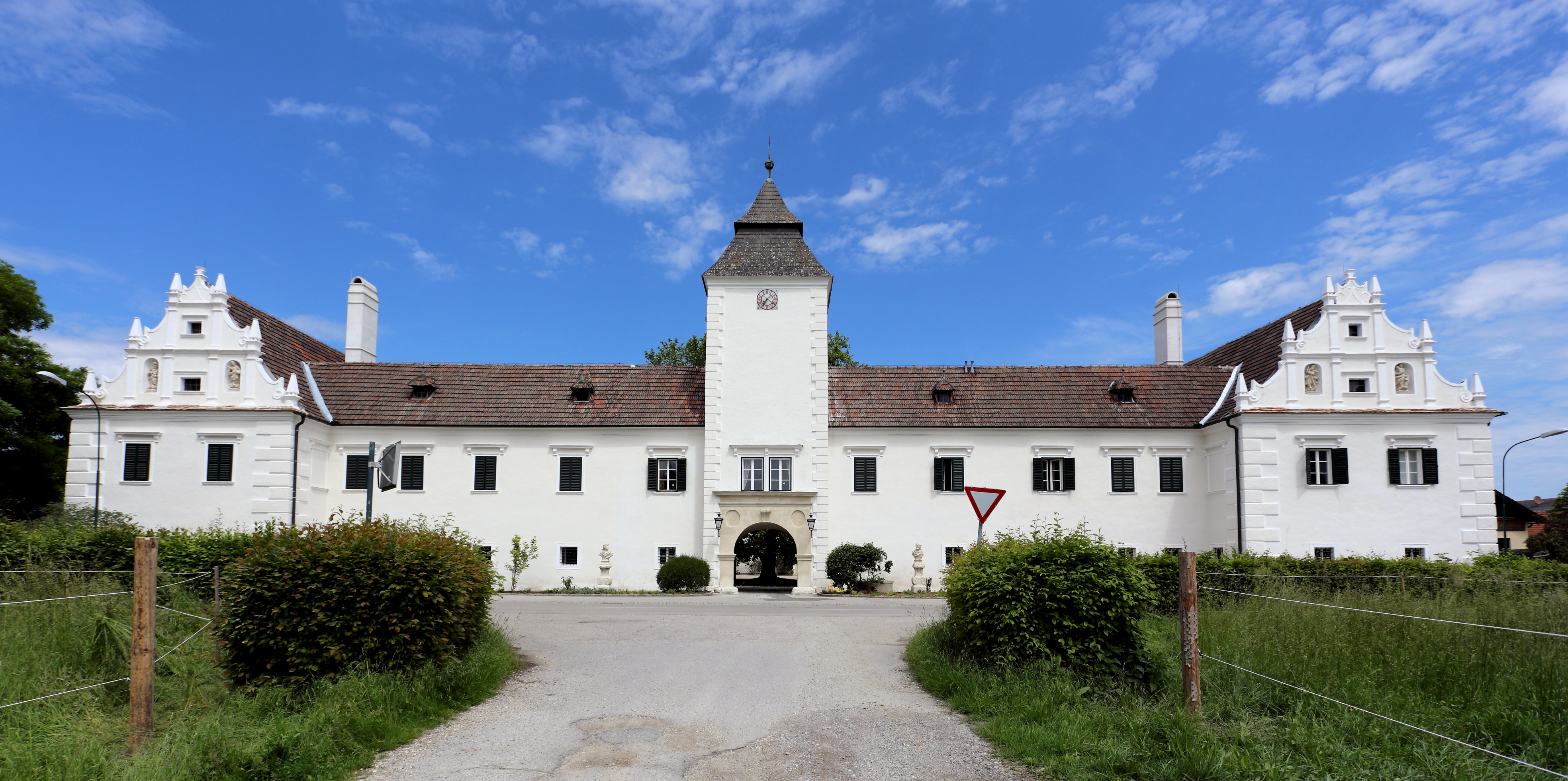
Schloss Neuaigen

Das Schloss Neuaigen ist ein Schloss an der Durchgangsstraße am westlichen Ortsrand der Ortschaft Neuaigen in der Stadtgemeinde Tulln an der Donau in Niederösterreich. Das Schloss der späten Renaissance steht unter Denkmalschutz (Listeneintrag).

## Geschichte
Der Vorgängerbau entstand am Ende des 15. Jahrhunderts durch Laurenz Freiherr von Hofkirchen. Der Neubau erfolgte wohl am Anfang des 17. Jahrhunderts vermutlich durch Georg Andre von Hofkirchen. Die Güter und Herrschaft wurden 1620 von Kaiser Ferdinand II. konfisziert. Von Johann Joachim Ehrenreuter als Besitzer ging das Schloss 1635 an Johann Peter Freiherr von Verdenberg, 1685 an Graf Johann Ferdinand von Enkevoerth, 1746 durch Heirat an die Grafen Breuner-Enkevoerth; hierbei erfolgte die Anlage der langen Allee in der Achse der Hauptfassade durch Graf von Zabor, das Schloss ging 1894 an Prinz Hans von Ratibor.
Von 1945 bis 1955 wurde das Schloss von russischen Soldaten besetzt. 1955 ging das Schloss an Franz-Albrecht Metternich-Sándor. Dieser ließ das Schloss 1970 restaurieren.

## Architektur
Die zweigeschoßige vierflügelige Schlossanlage mit einer Umfassungsmauer hat südseitig mittig einen Torturm und seitliche Risalite. Bei den Seitenrisaliten mit Nischenfiguren, links Maria mit Kind und Josef, rechts Joachim und Anna selbdritt, alle aus dem zweiten Viertel des 17. Jahrhunderts.
Der weite quadratische Innenhof hat südseitig seicht vorgezogene korbbogige Pfeilerarkaden. In der Nordwestecke befindet sich eine zweischiffige Durchfahrtshalle mit Kreuzgratgewölben auf toskanischen Säulen aus dem Anfang des 17. Jahrhunderts.

## Garten
Im Garten stehen auf Postamenten Steinskulpturen mit Allegorien und Göttern. Vor der Südfassade befinden sich vier Sandsteinbüsten auf Volutenpostamenten aus der Mitte des 18. Jahrhunderts, die Sandsteinbüsten wurden vom Schloss Harmannsdorf am Manhartsberg hierher übertragen.